# Ryan Sommer
Ryan Sommer (* 27. August 1993 in White Rock, British Columbia) ist ein ehemaliger kanadischer Bobfahrer, der an den Olympischen Winterspielen 2022 in Peking teilnahm. Bevor er zum Bobfahren wechselte, war Sommer ein erfolgreicher Leichtathlet.

## Karriere

### Olympische Winterspiele
Ryan Sommer gehörte im Jahr 2022 in Peking bei den Olympischen Winterspielen 2022 zum kanadischen Aufgebot im Viererbob. Zusammen mit seinen Mannschaftskameraden Justin Kripps, Benjamin Coakwell und Cam Stones absolvierte er den olympischen Wettkampf am 19. und 20. Februar 2022 im Yanqing National Sliding Center und belegte im Bob Canada 1 den 3. Platz von achtundzwanzig teilnehmenden Viererbobs mit einer Gesamtzeit von 3:55,09 min aus vier Wertungsläufen. Er gewann hinter den beiden deutschen Bobs die Bronzemedaille.

### Weltmeisterschaften
An der Bob- und Skeleton-Weltmeisterschaft 2019 nahm Sommer im Viererbob zusammen mit Justin Kripps, Benjamin Coakwell und Cam Stones teil. Den Wettkampf am 9. und 10. März 2019 in Whistler beendete er in einer Gesamtzeit von 3:21,78 min aus vier Wertungsläufen auf dem 3. Platz und dem Gewinn der Bronzemedaille.